# Xylobolus
Xylobolus P. Karst. (drewnowiec) – rodzaj grzybów z rodziny skórnikowatych (Stereaceae).

## Charakterystyka
Grzyby kortycjoidalne o owocniku jednorocznym lub typowo wieloletnim, rozpostartym, rozproszonym lub rozpostarto-odgiętym, skórkowatym. Powierzchnia dolna owłosiona, często strefowana, hymenofor gładki do grudkowatego, blado zabarwiony, często popękany. System strzępkowy monomityczny, ale u niektórych gatunków pozornie dimityczny. Strzępki generatywne z prostymi przegrodami, ustawione pionowo, cienkościenne do grubościennych, hialinowe do jasno żółtawych lub brązowych. Są pseudocystydy i akantocystydy, często także cystydiole. Podstawki cylindryczne do maczugowatych z 4 sterygmami i prostą przegrodą u podstawy. Bazydiospory gładkie, elipsoidalne do cylindrycznych, cienkościenne, amyloidalne.
Xylobolus morfologicznie jest podobny do Stereum, ale powoduje zgniliznę pstrą. Acanthophysium ma podobnie jak Xylobolus strzępki z prostymi przegrodami, gładkie bazydiospory i ujemną reakcję na fenoloksydazę, z tego powodu Wu i in. w 2000 r. uznali go za synonim Xylobolus. Acanthophysellum jest filogenetycznie blisko spokrewniony z Xylobolus, ale powoduje białą zgniliznę drewna i dodatnią reakcją na fenoloksydazę.

## Systematyka i nazewnictwo
Pozycja w klasyfikacji według Index Fungorum: Stereaceae, Russulales, Incertae sedis, Agaricomycetes, Agaricomycotina, Basidiomycota, Fungi.
Polską nazwę nadali Barbara Gumińska i Władysław Wojewoda w 1983 r. W polskim piśmiennictwie mykologicznym należący do tego rodzaju gatunek opisywany był także jako skórnik.
Gatunki:
- Xylobolus austrosinensis S.H. He 2020
- Xylobolus brasiliensis Chikowski, C.R.S. de Lira, Gibertoni & K.H. Larss. 2019
- Xylobolus frustulatus (Pers.) P. Karst. 1881 – drewnowiec popękany
- Xylobolus gongylodes Popoff & J.E. Wright 1994
- Xylobolus hiugensis (Imazeki) Imazeki & Hongo 1989
- Xylobolus illudens (Berk.) Boidin 1958
- Xylobolus peculiare (Parmasto, Boidin & Dhingra) Ryvarden 2020
- Xylobolus princeps(Jungh.) Boidin 1958
- Xylobolus spectabilis (Klotzsch) Boidin 1958
- Xylobolus subpileatus (Berk. & M.A. Curtis) Boidin 1958
- Xylobolus thoenii (Boidin, Lanq. & Gilles) Ţura, Zmitr.

Wykaz gatunków i nazwy naukowe na podstawie Index Fungorum. Nazwa polska według Władysława Wojewody.
W Polsce występuje X. frustulatus i X. subpileatus.